# Clastobryopsis muelleri
Clastobryopsis muelleri är en bladmossart som beskrevs av Pierre Tixier 1977. Clastobryopsis muelleri ingår i släktet Clastobryopsis och familjen Sematophyllaceae. Inga underarter finns listade i Catalogue of Life.